# Mirský zámek
Mirský zámek, popř. hrad Mir (bělorusky Мірскі замак) se nachází v blízkosti městečka Mir v dnešním Bělorusku. Leží v Hrodenské oblasti, zhruba 85 km jihozápadně od Minska.
Stavba zámku byla zahájena na konci 15. století v gotickém slohu. Tato etapa byla ukončena vévodou Iliničem na začátku 16. století.
Zámek byl vybudován jako čtvercová stavba s věžemi v rozích. Pátá věž je umístěna nad padacím mostem. Zámek má velmi promyšleně vybudovaný obranný systém. Hradby obsahují dvě řady střílen a věže umožňovaly střelbu z děl. Okolo celého zámku byly vybudovány zemní valy s bastiony ve všech rozích a celý komplex byl obklopen vodním příkopem.
Okolo roku 1568 přešel zámek do rukou hraběte Radziwilla, který pokračoval v budování zámku, tentokrát v renesančním stylu. Podél východních a severních hradeb vybudoval třípatrový palác bohatě zdobený portály, sloupy, balkony a verandami. U severní části hradeb byla vybudována italská zahrada, na opačné straně pak umělé jezírko.
V druhé polovině 18. století byl zámek opuštěn a v napoleonských válkách utrpěl vážné škody. Obnoven a zrestaurován byl až koncem 19. století.
V držení pokračovatelů rodu Radziwillů byl do roku 1895, kdy jej Maurice Hohenlohe-Schillingfurst prodal hraběti Mikolaji Swiatopelk-Mirski. Mikolajův syn Michal přestavěl zámek podle plánů architekta Teodora Bursze. Rodina Swiatopelk-Mirski vlastnila zámek až do roku 1939.
V průběhu 2. světové války byl obsazen německými okupačními vojsky a sloužil i jako sběrný tábor pro místní židovskou komunitu před transportem do likvidačních koncentračních táborů.
Jako unikátní stavba běloruské architektury zachycující stavební vývoj od gotiky až po baroko byl zámek v roce 2000 zařazen na Seznam světového dědictví UNESCO.